# Ludmiła Korbuttowa
Ludmiła Korbuttowa z domu Jakubowska, ps. „Grenada”, „Katarzyna”, „Doktorowa” (ur. 12 listopada 1882, zm. 27 grudnia 1943 w KL Auschwitz) – polska działaczka społeczna i polityczna, członek Stronnictwa Demokratycznego.
Była wdową po lekarzu kolejowym. W 1938 związała się ze środowiskiem SD. W październiku 1939 podjęła działalność w konspiracyjnej Organizacji Orła Białego. Od 1940 kierowała tajną drukarnią Stronnictwa, gdzie wydawane były: „Dziennik Polski”, „Tygodnik Polski” (organ demokratyczny) i „Germania”. Była członkinią Grupy Sabotażowo-Dywersyjnej „Elzet” oraz kierowniczką propagandy w dowództwie Związku Odwetu Obwodu Kraków-Miasto Związku Walki Zbrojnej, następnie związana z Armią Krajową. Od 1940 do 1942 wykładała wychowanie obywatelskie dla kobiet odbywających szkolenie wojskowe. W 1941 przyznano jej Brązowy i Srebrny Krzyż Zasługi z Mieczami, a w 1942 Krzyż Walecznych. Aresztowana 28 lipca 1943 w czasie pacyfikacji Woli Justowskiej, więziona w więzieniu przy ul. Montelupich, następnie wywieziona do KL Auschwitz i tam zamordowana.